# أنظمة القتال المستقبلية

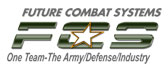
شعار أنظمة القتال المستقبلية

أنظمة القتال المستقبلية (بالإنجليزية: Future Combat Systems أو FCS) كان برنامج التحديث الرئيسي لجيش الولايات المتحدة من عام 2003 إلى أوائل عام 2009  تم إطلاق البرنامج رسميًا في عام 2003، وكان من المتصور إنشاء ألوية جديدة مجهزة بمركبات جديدة مأهولة وغير مأهولة مرتبطة بشبكة ساحة معركة سريعة ومرنة غير مسبوقة. ادعى الجيش الأمريكي أن هذا كان برنامج التحديث "الأكثر طموحًا والأبعد مدى" منذ الحرب العالمية الثانية. بين عامي 1995 و2009، تم إنفاق 32 مليار دولار على برامج مثل هذا، "مع القليل من النتائج".
كان أحد البرامج التي نتجت من الإنفاق البالغ 32 مليار دولار هو مفهوم تتبع القوات الصديقة ("الزرقاء") في الميدان عبر نظام كمبيوتر يدعم نظام تحديد المواقع العالمي يُعرف باسم تتبع القوة الزرقاء. تم تنفيذ مفهوم التتبع من قبل الجيش الأمريكي من خلال منصة لواء قيادة المعركة للقوة الحادي والعشرين وما دونه (FBCB2). فاز نظام التتبع بالعديد من الجوائز والأوسمة، بما في ذلك: الاعتراف به في عام 2001 كواحد من أفضل خمسة برامج برمجية تتم إدارتها في حكومة الولايات المتحدة بأكملها،  جائزة معهد الدفاع والتقدم الحكومي لعام 2003 جائزة البرنامج الحكومي الأمريكي الأكثر ابتكارًا،  جائزة مونتايسلو لأسبوع الكمبيوتر الفيدرالي لعام 2003 (تُمنح تقديرًا لنظام المعلومات الذي له تأثير مباشر وهادف على حياة الإنسان)، وجائزة معلومات ساحة المعركة لعام 2005 "أفضل برنامج لدعم التحالف عمليات". نجاح إثبات مفهوم التتبع، واختباره المكثف أثناء مناورات فرخ النسر واعتماده في مركز التدريب الوطني في فورت ايروين، واستخدامه الميداني المؤكد في العمليات القتالية الحية التي امتدت لأكثر من عقد من الزمان في العراق وأفغانستان إلى اعتماد نظام التتبع من قبل العديد من المستخدمين بما في ذلك قوات مشاة البحرية الأمريكية، والقوات الجوية الأمريكية، والقوات الاستكشافية الأرضية التابعة للبحرية الأمريكية (على سبيل المثال، قيادة الحرب البحرية الخاصة للولايات المتحدة وقيادة القتال الاستكشافية البحرية والمملكة المتحدة.
وفي إبريل ومايو 2009، أعلن مسؤولون في البنتاغون والجيش أنه سيتم إلغاء جهود تطوير مركبات أنظمة القتال المستقبلية. سيتم تحويل بقية جهود البرنامج إلى برنامج جديد لعموم الجيش يسمى برنامج تحديث فريق لواء الجيش القتالي.

## التاريخ

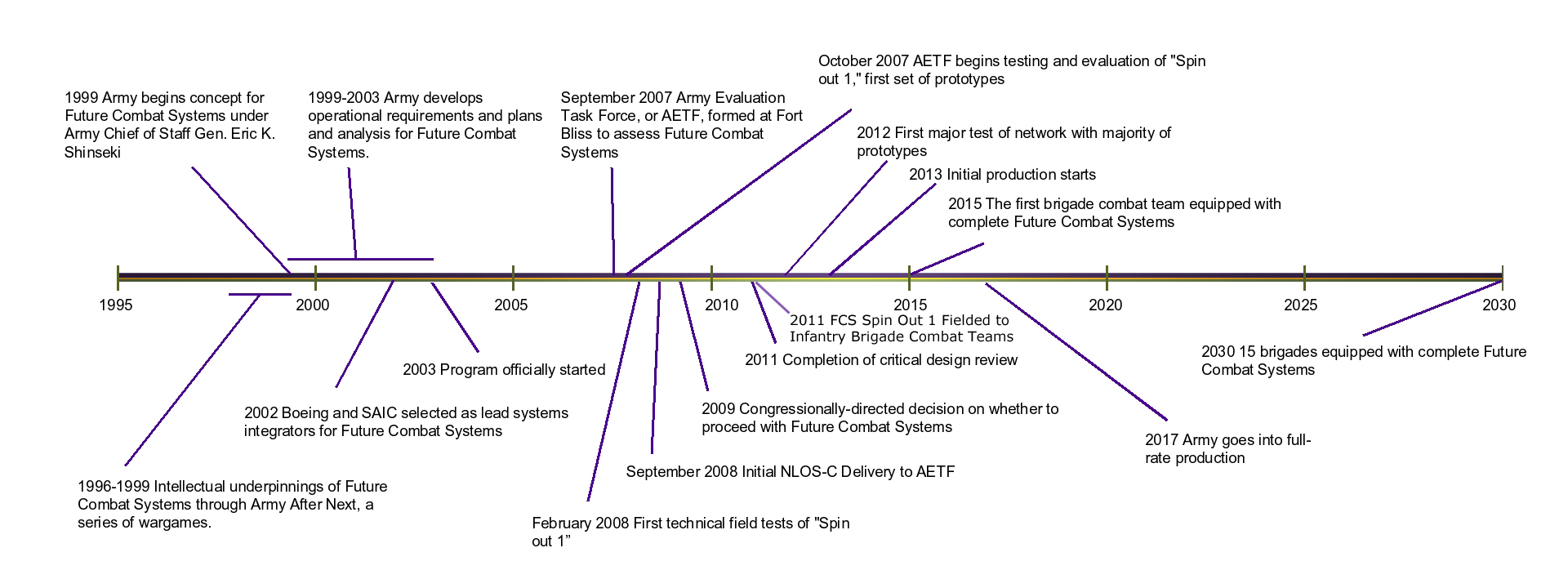
الجدول الزمني للبرنامج

تصور برنامج أنظمة القتال المستقبلية المشترك بين داربا والجيش لاستبدال دبابة القتال الرئيسية إم 1 أبرامز ومركبات برادلي القتالية مركبات آلية تزن كل منها أقل من ستة أطنان ويُتَحَكَّمُ فيها عن بعد بواسطة مركبات القيادة والتحكم المأهولة.
في فبراير 2001، منحت وكالة مشاريع البحوث المتطورة الدفاعية (داربا) مبلغ 5.5 مليون دولار لثمانية فرق لتطوير مركبات قتالية برية بدون قائد (UGCV). تم منح الفرق التي تقودها شركة جنرال دايناميكس لاند سيستمز وجامعة كارنيغي ميلون وشركة أومنيتك روبوتيكس ما يقرب من مليون دولار لكل منها لتطوير نماذج أولية للمركبات. كان على خمسة فرق أخرى تطوير حمولات المركبات.
في مايو 2003، بدأت وزارة الدفاع مرحلة التطوير والعرض في عقد بقيمة 14.92 مليار دولار.

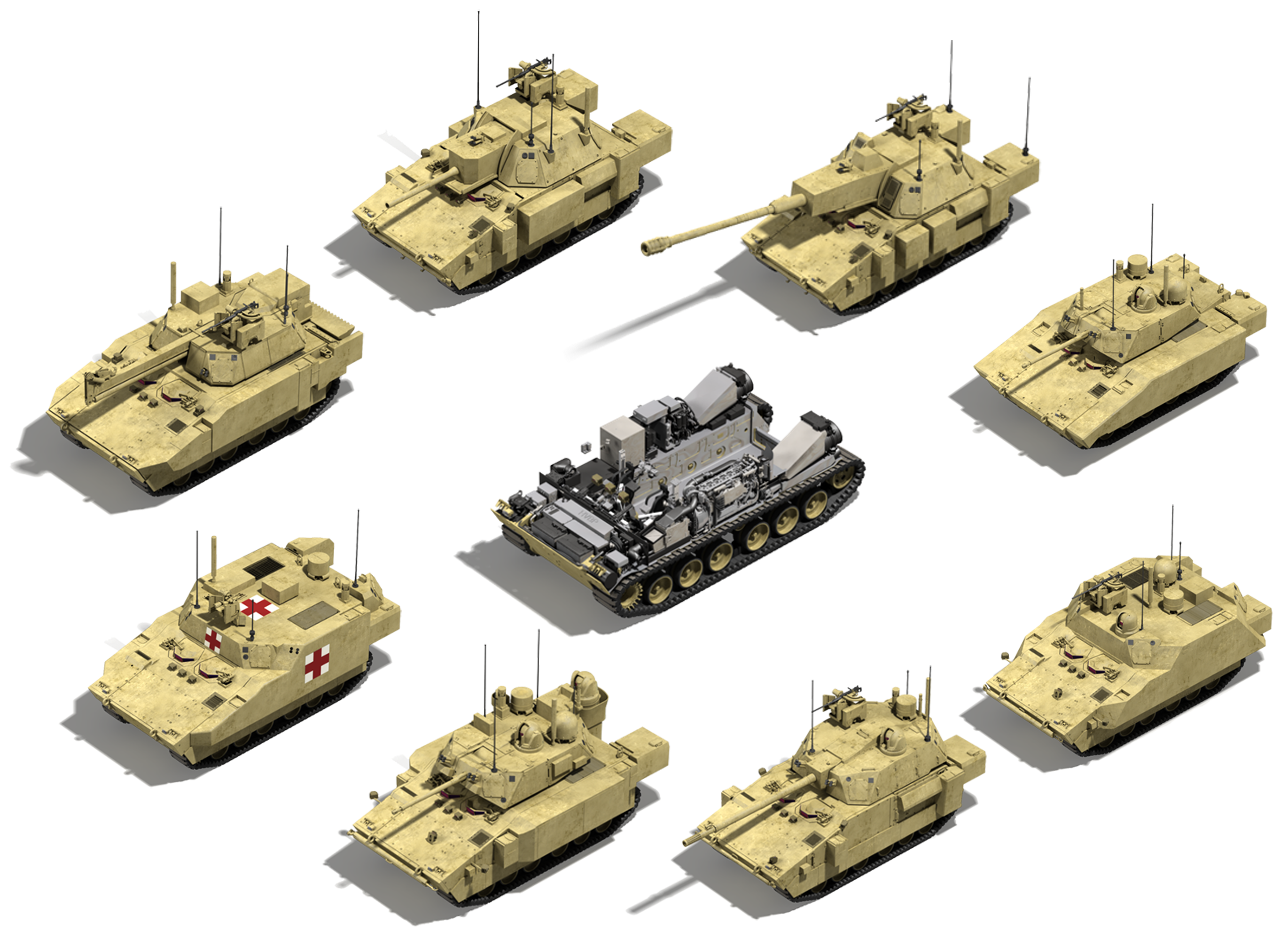
عائلة المركبات الأرضية المأهولة والهيكل المشترك

كما هو مخطط له، شمل البرنامج: أجهزة الاستشعار الأرضية غير المراقبة (UGS)؛ المركبات الجوية بدون طيار (الطائرات بدون طيار)؛ المركبات الأرضية بدون قائد؛ والمركبات الأرضية المأهولة.
عملت شركة بوينغ وشركة تطبيقات العلوم الدولية معًا كشركة رائدة في مجال تكامل الأنظمة، حيث قامت بالتنسيق مع أكثر من 550 مقاولًا في 41 ولاية.
تم التخطيط لنموذج لولبي لتطوير وترقيات أنظمة القتال المستقبلية. اعتبارًا من عام 2004، كان البرنامج في مرحلة تطوير النظام وعرضه، والتي تضمنت أربع دورات لولبية مدة كل منها عامين. كان من المقرر أن تبدأ الدورة الأولى في العمل الميداني في السنة المالية 2008 وتتكون من نماذج أولية للاستخدام والتقييم. وبعد التقييم الناجح، كان من المقرر أن يبدأ إنتاج وإدخال الدورة الثانية في عام 2010. تم إجراء التقييم من قبل فريق عمل تقييم الجيش (AETF)، المعروف سابقًا باسم فريق لواء التقييم القتالي (EBCT)، المتمركز في فورت بليس. اعتبارًا من ديسمبر 2007، كان فريق التقييم يتألف من 1000 جندي من الفرقة المدرعة الأولى.
في أغسطس 2005، استوفى البرنامج 100% من المعايير في أهم معالمه، وهي المراجعة الوظيفية لنظام الأنظمة. في 5 أكتوبر 2005، أوصى فريق البنتاغون "بمواصلة تأخير برنامج الأنظمة القتالية المستقبلية للجيش" في ضوء تكاليف حرب العراق، وإعصار كاترينا، والانخفاضات المتوقعة في الميزانيات المستقبلية.
أعلن البنتاغون عن خطط في يناير 2006 لخفض 236 مليون دولار على مدى خمس سنوات من ميزانية البرنامج 2007-2011 البالغة 25 مليار دولار. وكان من المتوقع أن يكلف البرنامج بأكمله 340 مليار دولار. اعتبارًا من أواخر ديسمبر 2006، تم تقليص التمويل للعناصر المهمة في ساحة معركة البرنامج الشاملة، وتم تأجيل العناصر الأكثر تقدمًا.
أدى الانخفاض في تمويل الجيش والتكلفة العالية لتطوير نظام الذخيرة الذكي إلى قيام وزارة الدفاع بحذف المشروع من عقد الرنامج، وتم إنشاء نظام الذخائر الذكي XM1100 سكوربيون كبرنامج مستقل في يناير 2007.
تم إلغاء الطائرات بدون طيار من الفئتين الثانية والثالثة في مايو 2007.
في يونيو 2007، انتقد مكتب محاسبة الحكومة (GAO) "علاقة العمل الوثيقة" بين الجيش ومسؤولي تكامل الأنظمة. أوصى مكتب محاسبة الحكومة مكتب وزير الدفاع بإعادة تأكيد سلطته الرقابية وإعداد بديل في حالة إلغاء برنامج أنظمة القتال المستقبلية. وافقت وزارة الدفاع على الاقتراح الأخير، الذي رد عليه الجيش من خلال وصف تقرير مكتب محاسبة الحكومة بأنه "متجذر في الماضي، وليس الحاضر".
وفي عام 2008، أكمل البرنامج حوالي ثلث تطويره، والذي كان من المقرر أن يستمر حتى عام 2030. بدأت الاختبارات الميدانية الفنية في عام 2008. كان من المتوقع نشر أول لواء قتالي مجهز بالكامل في عام 2015 تقريبًا، يليه الإنتاج الكامل لتجهيز ما يصل إلى 15 لواء بحلول عام 2030،  لكن البرنامج لم يلبي الخطة الأولية للاختبار الميداني لوحدة قتالية فعلية مجهزة بأنظمة مستقبلية بحلول عام 2008.
في السادس من إبريل 2009، أعلن روبرت غيتس، وزير دفاع الرئيس باراك أوباما، عن خطط لخفض الإنفاق على هذه البرنامج كجزء من التحول نحو إنفاق المزيد على مكافحة الإرهاب وتقليل الإنفاق على الاستعداد للحرب التقليدية ضد دول كبيرة مثل الصين وروسيا. وشمل ذلك، على سبيل المثال لا الحصر، إلغاء سلسلة المركبات الأرضية المأهولة.
في مايو 2009، كانت ميزانية وزارة الدفاع المقترحة للسنة المالية 2010 تتضمن الحد الأدنى من التمويل لأبحاث المركبات الأرضية المأهولة. يخطط الجيش لإعادة التشغيل من البداية باستخدام المركبات الأرضية المأهولة. تهدف الخدمة إلى إعادة هيكلة يرنامج أنظمة القتال المستقبلية بحيث يتم دعم المزيد من وحدات الجيش.
أصدرت وزارة الدفاع مذكرة في 23 يونيو 2009 ألغت فيها برنامج أنظمة القتال المستقبلية واستبدلته ببرامج منفصلة تحت مظلة تحديث فريق لواء الجيش القتالي لتلبية خطط الجيش.

## الأنظمة الفرعية

### الأنظمة الفرعية النشطة
تم دمج الأنظمة الفرعية التالية في برنامج تحديث فريق اللواء القتالي:
- شبكة أنظمة القتال المستقبلية
- محارب قوة المستقبل
- مركبات

- المركبات الأرضية المأهولة (تم إلغاؤها وحل محلها برنامج المركبات القتالية الأرضية)

- مركبة الاستطلاع والمراقبة XM1201
- نظام القتال المثبت XM1202
- مدفع XM1203 خارج خط البصر
- مدفع الهاون XM1204 خارج خط البصر
- مركبة الاسترداد والصيانة XM1205
- مركبة حاملة المشاة XM1206
- مركبة الإخلاء الطبية XM1207
- مركبة طبية للعلاج XM1208
- مركبة القيادة والتحكم XM1209

- مركبة المرافق/اللوجستيات والمعدات متعددة الوظائف (تم إلغاؤها لاحقًا)

- مركبة روبوتية مسلحة XM1219
- مركبة مضادة للألغام XM1218
- مركبة نقل XM1217

- مركبة أرضية صغيرة بدون قائد XM1216
- مركبة جوية بدون طيار من الفئة الأولى XM156 (تم إلغاؤها لاحقًا)

- طائرات بدون طيار من الفئة الثانية للسرايا (تم إلغاؤها مبكرًا)
- طائرات بدون طيار من الفئة الثالثة للكتائب (تم إلغاؤها مبكرًا)
- مركبة جوية بدون طيار من الفئة الرابعة XM157 (تم إلغاؤها لاحقًا)

- الأجهزة

- نظام الذخائر الذكي XM1100
- نظام الإطلاق خارج خط البصر XM501 (تم إلغاؤه لاحقًا)
- وحدة تحكم النظام المشترك AN/PSW-2
- أجهزة الاستشعار الأرضية غير المراقبة (تم إلغاؤها لاحقًا)

### نظام التشغيل
تم ربط أنظمة القتال المستقبلية عبر بنية متقدمة تسمى نظام بيئة التشغيل المشتركة للأنظمة (SOSCOE)  والتي من شأنها تمكين الاتصال المشترك المعزز والوعي الظرفي (انظر الحرب المرتكزة على الشبكة). تستهدف بيئة التشغيل أنظمة التشغيل لينكس ولينكس أو أس. تتكون شبكة البرنامج من خمس طبقات توفر عند دمجها توصيلًا سلسًا للبيانات: طبقات المعايير والنقل والخدمات والتطبيقات وأجهزة الاستشعار والمنصات. تمتلك الشبكة القدرة على التكيف ووظائف الإدارة اللازمة للحفاظ على الخدمات ذات الصلة في ساحة معركة سريعة التغير مما يمنحها ميزة أخذ زمام المبادرة. ستقوم الشبكة بربط الأنظمة الحالية والأنظمة قيد التطوير بالفعل والأنظمة التي سيتم تطويرها.

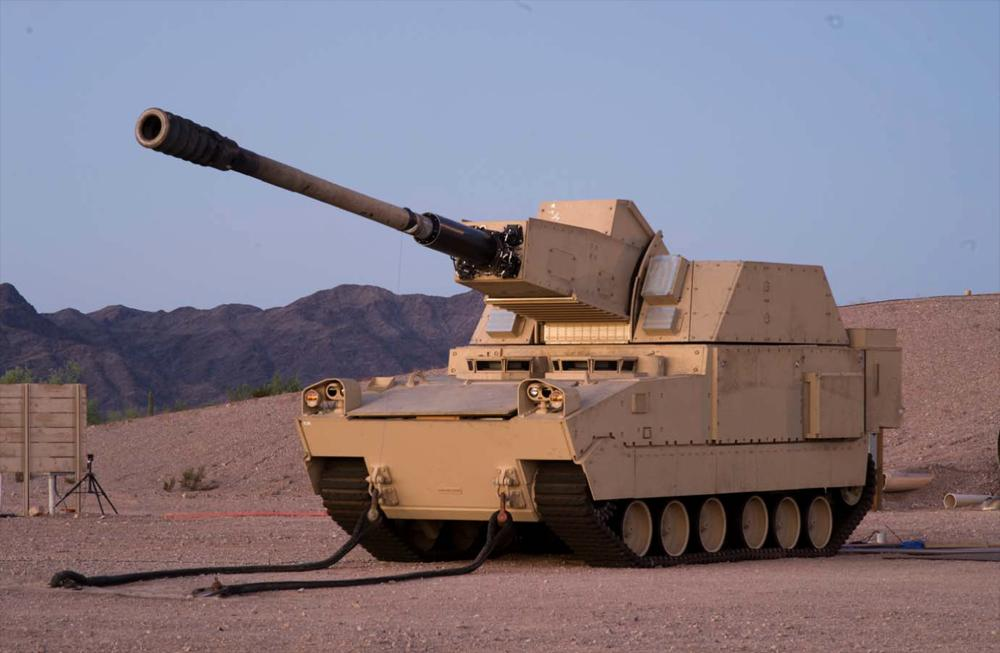
النموذج الأولي لمدفع خارج خط البصر XM1203 في عام 2009

## روابط خارجية
- صفحة الجيش على FCS، ومدرب / لعبة برامج F2C2 نسخة محفوظة 2005-04-20 على موقع واي باك مشين. </link>
- التحديث الأفقي لمشروع المقاتل التكتيكي (رابط خاطئ، 21 نوفمبر 2011)
- نظرة عامة على مشروع GlobalSecurity.org FCS
- مراقبة تكنولوجيا الدفاع FCS (لم يتم العثور على الملف 404، في 21 نوفمبر 2011)